# Alta (Finnmark)
Alta é uma comuna do norte da Noruega. Tem uma área de 3 653 km² e uma população de 20 665 habitantes (2021).
O seu centro administrativo está na cidade de Alta. 
Entre as localidades principais do município estão Rafsbotn, Amtmannsnes, Talvik e Tverrelvdalen. 
É em Alta que estão os Sítios de Arte Rupestre de Alta. 

## Etimologia
O topónimo Alta tem origem incerta. Poderia vir do lapão alda (sítio de sacrifícios), do nórdico antigo ǫlpt (cisne) ou do finlandês alaattia (sítio com liquens).

A COMUNA DE ALTA
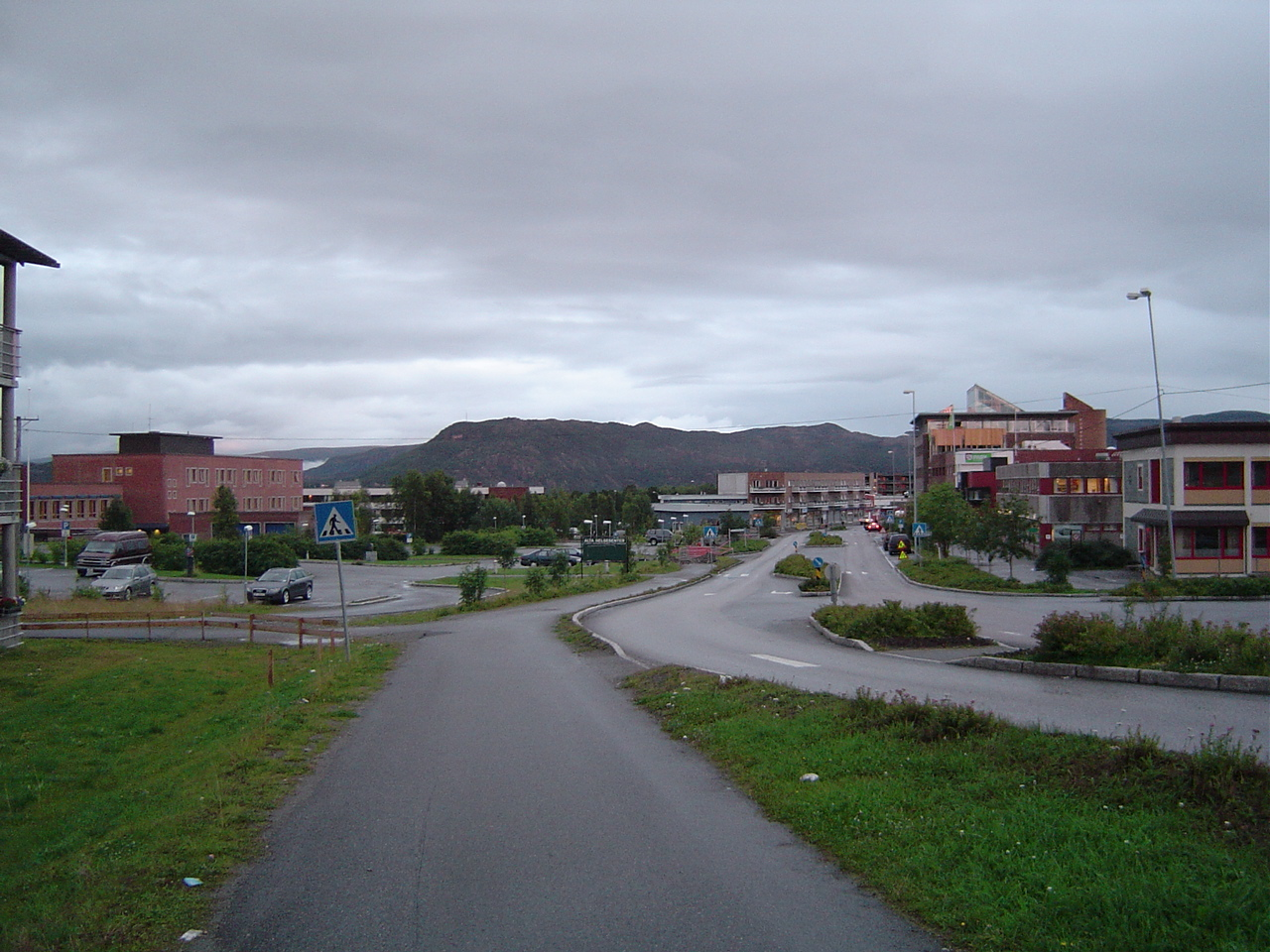
O centro de Alta
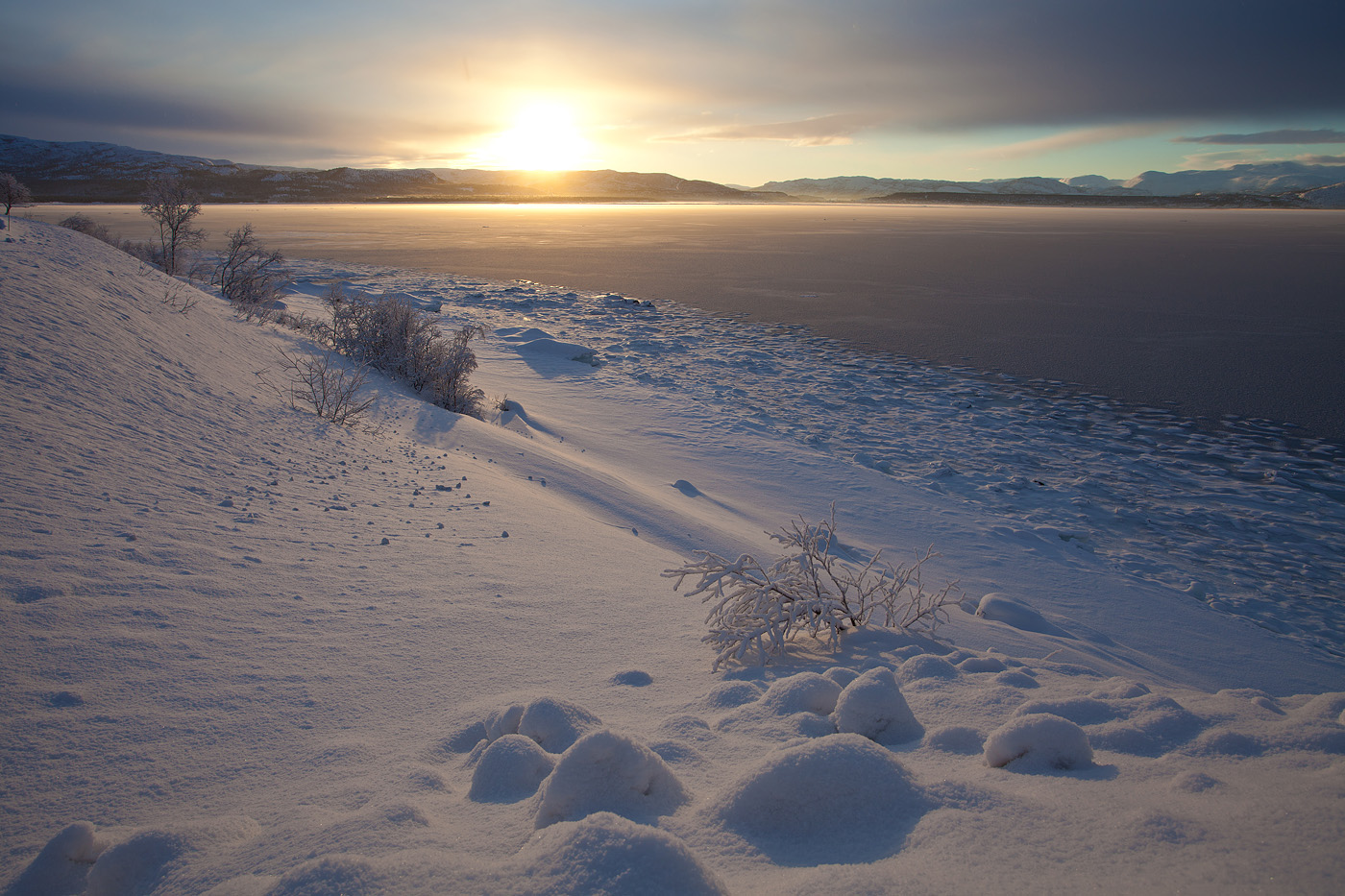
O fiorde de Alta (Altafjorden)
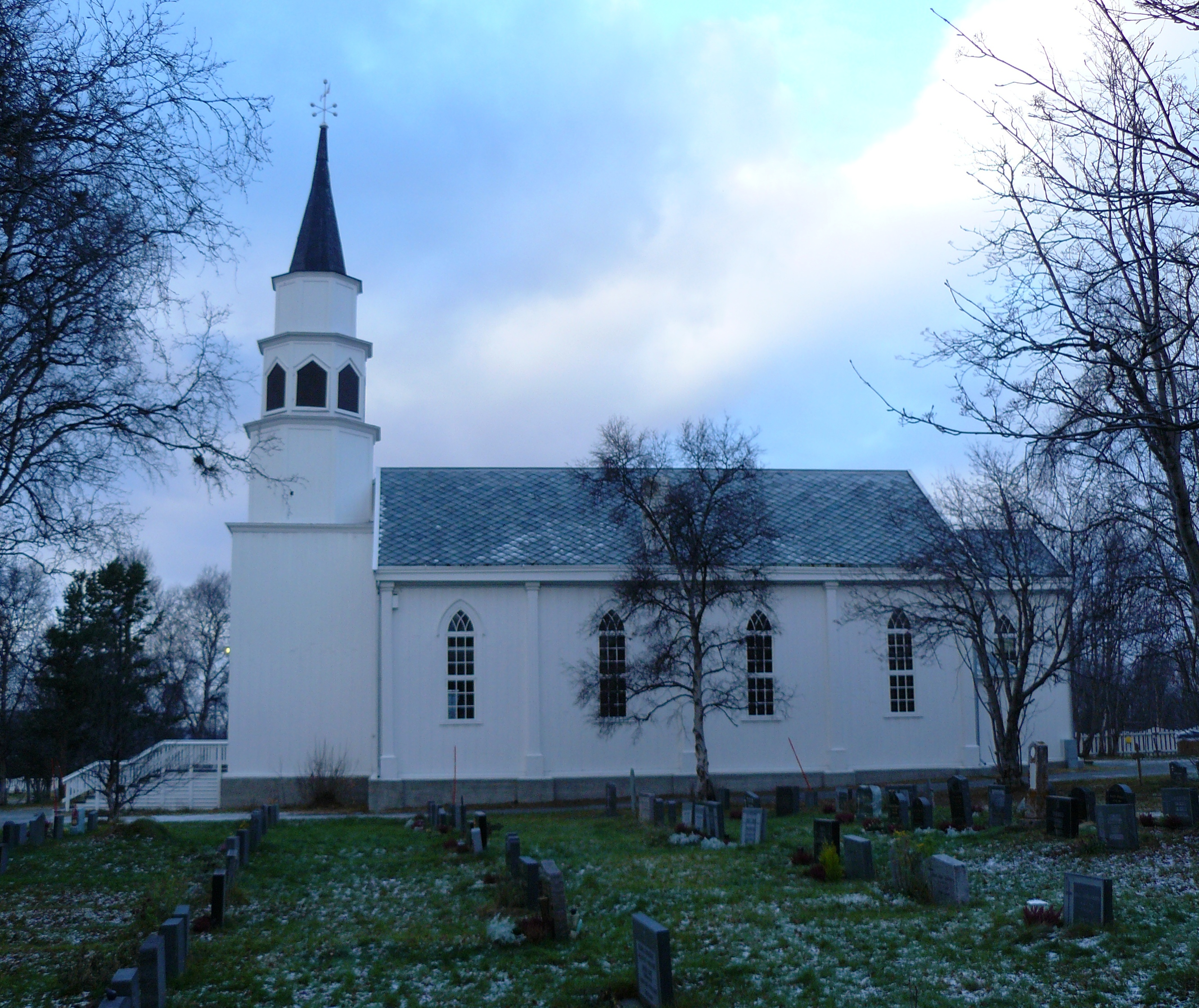
A igreja de Alta
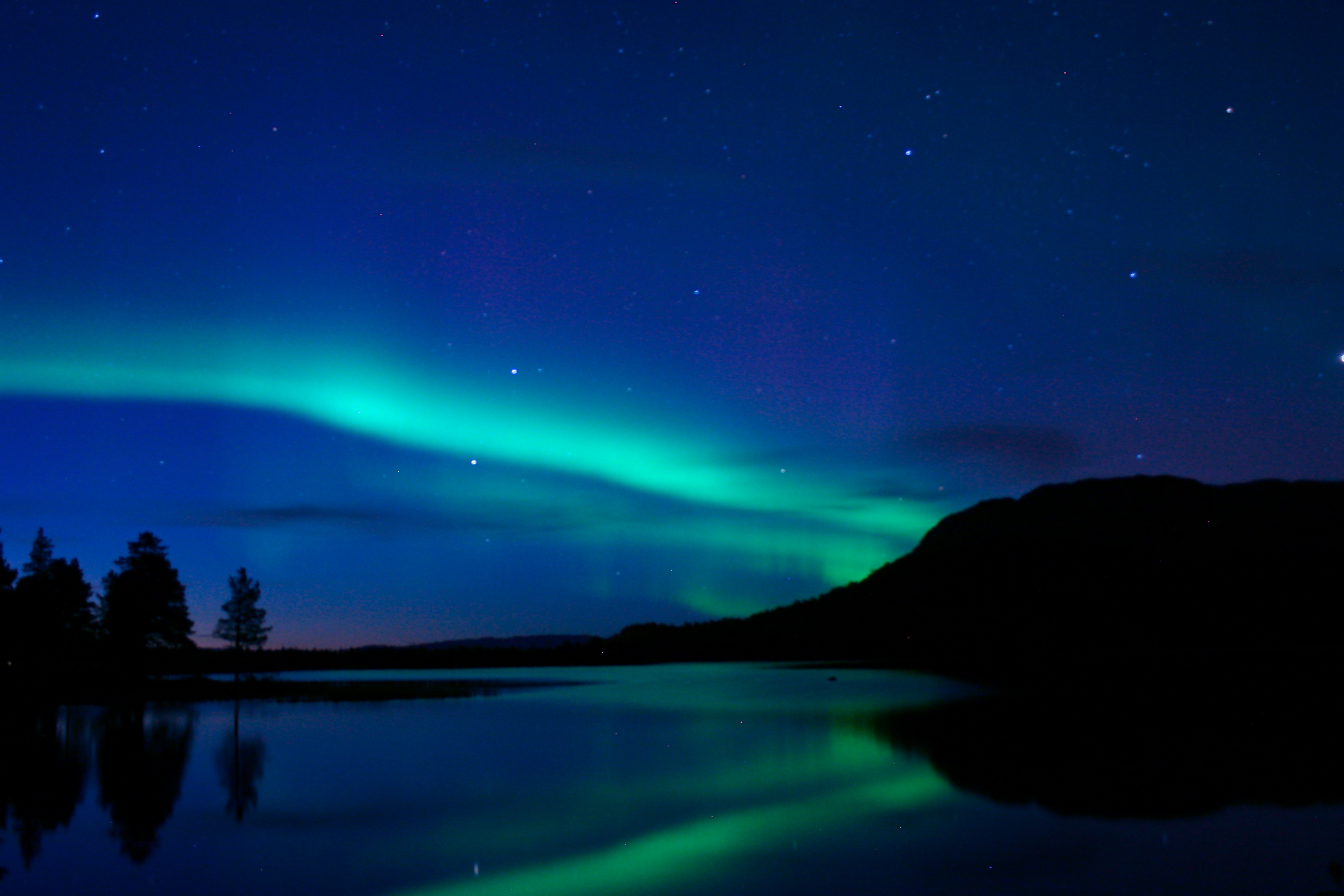
A aurora boreal em Alta